# Pavone del Mella
Pavone del Mella – miejscowość i gmina we Włoszech, w regionie Lombardia, w prowincji Brescia.
Według danych na rok 2004 gminę zamieszkiwały 2593 osoby, 235,7 os./km².